# São José de Mipibu
São José de Mipibu – miasto i gmina w Brazylii, w stanie Rio Grande do Norte. Znajduje się w mezoregionie Leste Potiguar i mikroregionie Macaíba.